# Bilderberg
Bilderberg (též Konference Bilderberg, Klub Bilderberg nebo Skupina Bilderberg) je označení pro výroční uzavřenou konferenci, na kterou je pozváno 120 až 150 významných osobností především ze Severní Ameriky a západní i střední Evropy. O pozvání rozhoduje řídící výbor a každý rok se seznam pozvaných obměňuje. Tradičně tvoří jednu třetinu pozvaných politici a zbylé dvě třetiny osobnosti z oborů finančnictví, průmyslu, odborů, vzdělání a komunikací. Název skupiny je odvozen od jména hotelu v Nizozemsku, kde došlo v roce 1954 k prvnímu setkání. Velmi přísná bezpečnostní opatření v souvislosti se setkáními klubu a jejich neveřejný charakter vedly ke vzniku velkého množství konspiračních teorií ohledně míry vlivu skupiny na světové dění.

## Původ
První konference se konala v hotelu de Bilderberg nedaleko Arnhemu v Nizozemsku od 29. května do 31. května 1954. Setkání bylo iniciováno několika lidmi, včetně polského politika Józefa Retingera, kteří se obávali růstu antiamerikanismu v západní Evropě a navrhli mezinárodní konferenci, na níž by se setkali představitelé evropských zemí a Spojených států s cílem podpořit atlanticismus – lepší porozumění mezi kulturami západní Evropy a Spojených států s cílem spolupráce v oblasti politické, hospodářské a v otázkách obrany. Retinger se obrátil na nizozemského prince Bernharda, jenž souhlasil s podporou této myšlenky, společně s belgickým premiérem Paulem Van Zeelandem a s předním představitelem Unileveru Holanďanem Paulem Rijkensem. Bernhard následně kontaktoval Waltera Bedella Smithe, tehdejšího ředitele CIA, který požádal Eisenhowerova poradce Charlese Douglase Jacksona, aby se s návrhem konference vypořádal. Seznam hostů se měl vypracovat s tím, že vyzve dva účastníky z každé země, přičemž jeden z nich bude obhajovat konzervativní a další sociálně liberální názory. První konference se zúčastnilo padesát delegátů z 11 zemí západní Evropy spolu s 11 Američany. Prvním předsedou skupiny Bilderberg se stal nizozemský princ Bernhard.
Úspěch setkání vedl jeho organizátory ke každoročnímu pořádání konference. Byl založen stálý řídící výbor, který jmenoval na místo stálého tajemníka Retingera. Řídící výbor stejně jako organizování konferencí udržuje registr účastníků, jména a kontaktní údaje, s cílem vytvořit neformální síť jednotlivců, kteří by se mohli soukromě obracet s žádostmi jeden na druhého. Konference se v následujících třech letech konaly ve Francii, Německu a Dánsku. V roce 1957 se konference poprvé konala v USA – v St. Simons ve státě Georgie, a byla financovaná 30 000 dolary od Nadace Ford. Nadace dále financovala konference v letech 1959 a 1963.

## Organizační struktura
Schůzky organizuje řídící výbor, který má dva členy za každou z přibližně 18 zemí. Oficiální funkcí je kromě předsedy čestný generální tajemník. Jednací řád skupiny nezná kategorii „členství ve skupině“. Jediná kategorie, která existuje, je „člen řídícího výboru“. Vedle výboru existují také samostatné poradní skupiny, i když členství v nich se překrývá.
Holandský ekonom Ernst van der Beugel převzal místo stálého tajemníka v roce 1960 po smrti Józefa Retingera. Princ Bernhard pokračoval v předsedání schůzí až do roku 1976, kdy vyšlo najevo, že je zapleten do aféry Lockheed. Funkci čestného amerického generálního tajemníka postupně zastával Joseph E. Johnson z Carnegieho nadace, William Bundy z Princetonu, bývalý americký velvyslanec v Afghánistánu Theodore L. Eliot, Jr. a Casimir A. Yost z Ústavu pro studium diplomacie v Georgetownu.
V roce 2008 uvedli američtí Přátelé Bilderbergu (Friends of Bilderberg) v tiskové zprávě, že „jedinou aktivitou Bilderbergu je pořádání každoroční konference. Na setkání se nepředkládají žádná usnesení, nehlasuje se, ani se nevydávají žádná politická prohlášení“, a poznamenali, že jména účastníků jsou tisku k dispozici. Neoficiální centrála Bilderbergu se nachází na univerzitě v nizozemském Leidenu. Podle amerických Přátel Bilderbergu (Friends of Bilderberg) byly na pořadu jednání hlavně otázky jako „svět bez jádra, kyberterorizmus, Afrika, Rusko, finance, celní ochrana, americko-evropské vztahy, Afghánistán a Pákistán, islám a Írán“.

### Hlavní představitelé
Následující seznam zakladatelů a britských členů řídícího výboru prozradil roku 2001 Denis Healey, v ostatních případech je členství v řídícím výboru ryze soukromou, a tedy neveřejnou, záležitostí.
- Józef Retinger (zakladatel) – politik, spoluzakladatel Evropského hnutí.
- Denis Healey (zakladatel, člen Řídícího výboru) – politik.
- David Rockefeller (zakladatel) – podnikatel.
- Princ Bernhard z Lippe-Biesterfeldu (zakladatel) – nizozemský princ.

- Peter Carrington, 6. baron Carrington (člen Řídícího výboru) – politik, v 80. letech 20. století byl Generálním tajemníkem NATO.
- Andrew Knight (člen Řídícího výboru) – novinář, ředitel News Corporation, v 70. letech 20. století editor The Economist.
- Martin Taylor (člen Řídícího výboru) – podnikatel, bývalý ředitel banky Barclays, později předseda firmy Syngenta.

## Účastníci
Historicky byly seznamy psány směrem k politikům, bankéřům a ředitelům velkých podniků. Asi třetina z hostů, kterých je pozváno něco přes stovku, jsou politici, zbylé dvě třetiny působí v oblasti financí, průmyslu, práce, vzdělávání a komunikace. Jejich účast je ryze soukromá a neformální.

### Královské rody
Schůzky se zúčastnili i členové královských rodů, včetně španělského krále Juana Carlose I. (2004), norského krále Haralda V. (1984) a nizozemské královny Beatrix (1997, 2000, 2006, 2008–2011). Také jejich příbuzní, jako španělská královna Sofie Řecká (2008–2011), Haakon Magnus (2011) či Vilém-Alexandr Oranžský (2008). Mimo ně například Princ Philippe, vévoda brabantský (2007–2009, 2012), Charles, princ z Walesu (1986) nebo Princ Philip, vévoda z Edinburghu (1965, 1967).

### Politici
Jedna třetina pozvaných je z řad politiků. Mezi významné hosty patřili svého času spolkoví kancléři Rakouska Werner Faymann (2009, 2011, 2012) a Alfred Gusenbauer (2007), spolkový prezident Rakouska Heinz Fischer (2010), generální tajemník NATO Paul-Henri Spaak (1963), předseda vlády Kanady Stephen Harper (2003), předseda vlády Finska Matti Vanhanen (2009), kancléřka Německa Angela Merkelová (2005), německý ministr zahraničí Guido Westerwelle (2007), předseda vlády Nizozemska Jan Peter Balkenende (2008), předseda vlády Norska Jens Stoltenberg (2002), prezident Polska Aleksander Kwaśniewski (2008), předseda vlády Španělska José Luis Rodríguez Zapatero (2010).
V roce 2009 se setkání v Řecku zúčastnili například řecký premiér Kostas Karamanlis, finský ministerský předseda Matti Vanhanen, švédský ministr zahraničí Carl Bildt, druhá osoba amerického ministerstva zahraničí James Steinberg, americký ministr financí Timothy Geithner, předseda Evropské komise José Manuel Barroso.

### Zástupci finančnictví
V minulých letech se schůzky zúčastnili členové představenstev mnoha velkých veřejně obchodovatelných korporací, např. ze společností IBM, Xerox, Royal Dutch Shell, Nokia, Daimler a Google.
Firmy jako Xerox, Heinz, Fiat, Barclays nebo Nokia spadají do statusu "spřátelených" firem, od kterých výbor konference přijímá finanční dary (v řádech až tisíců liber), avšak účast na konferenci si nelze zakoupit.
Z oblasti finančnictví například CEO Raiffeisen Zentralbank Walter Rothensteiner (2011), CEO Erste Group Andreas Treichl (2010), prezident Světové banky Robert Zoellick, CEO Amazon.com Jeff Bezos (2011), CEO Ripplewood Holdings Timothy C. Collins (2008-2012), předseda Microsoftu Bill Gates (2010), CEO H. J. Heinz Company H. J. Heinz II (1954), spoluzakladatel Facebooku Chris Hughes (2011), CEO Google Eric Schmidt (2008, 2010, 2011).

### Evropská unie
Na zasedání Evropského parlamentu v Bruselu zpochybnil italský poslanec Evropského parlamentu Mario Borghezio nominaci účastníků skupiny Bilderberg a Trilaterální komise na místa předsedy EU a ministra zahraničí EU.[zdroj?]
Dne 12. listopadu 2009 uspořádala skupina schůzku během večeře na zámku ve Val Duchesse v Bruselu za účasti Hermana Van Rompuy, který se později stal předsedou Evropské rady. Současný předseda skupiny Bilderberg se v rozhovoru pro internetové noviny EUobserver pochlubil, že skupina Bilderberg hrála zásadní roli při vytváření společné evropské měny euro.

### Účast osob z České republiky
Konference se v minulosti zúčastnilo pět osob z České republiky. Byli to:
- Vladimír Dlouhý – bývalý místopředseda federální vlády (1989), bývalý ministr průmyslu a obchodu, nyní pracuje pro Goldman Sachs, neúspěšný kandidát na prezidenta ČR (2013), od května 2014 je prezidentem Hospodářské komory ČR
- Karel Kovanda (1998) – byl vedoucím administrace na Ministerstvu zahraničních věcí ČSFR, bývalý velvyslanec ČR při OSN, vedl přístupová jednání k NATO (poté od roku 1998 velvyslanec ČR u NATO) a Západoevropské unii,
- Michael Žantovský (1999) – tiskový mluvčí a poradce prezidenta Václava Havla, předseda Výboru pro zahraniční věcí, obranu a bezpečnost českého Senátu, později velvyslanec ČR v Izraeli,
- Jiří Pehe (2001) – ředitel New York University in Prague, předtím ředitel Politického odboru Kanceláře prezidenta republiky Václava Havla,[7]
- Karel Schwarzenberg (2008) – původně vedoucí kanceláře prezidenta Václava Havla, český ministr zahraničních věcí, v roce 2013 neúspěšný kandidát na prezidenta ČR.

#### Karel Schwarzenberg
Karel Schwarzenberg se zúčastnil jednání skupiny Bilderberg ve dnech 5. – 8. června 2008 v Chantilly ve Virginii v USA. Kvůli své účasti na jednání byl interpelován opozičními poslanci z KSČM a ČSSD, kteří po něm požadovali vysvětlení důvodu a financování jeho účasti. Schwarzenberg ve své odpovědi mj. odmítl spekulaci tajemníka prezidenta republiky Ladislava Jakla, že důvodem jeho setkání bylo neformální vyjednávání o našem přijetí Lisabonské smlouvy. V roce 2012 potvrdil, že byl na konferenci Bilderberg pozván celkem dvakrát, ale upozornil, že pouze jako soukromá osoba. V rozhovoru uvedl, že se jedná o klasickou konferenci ve formátu přednášek významných odborníků ve svých oborech.

### Účast osobností z ostatních regionů světa
Z Číny se konference účastnil velvyslanec Fu Ying (2011, 2012), z Japonska ředitel Mezinárodní agentury pro energii Nobuo Tanaka (2009) a z Turecka místopředseda vlády Ali Babacan (2008, 2009, 2012).

## Setkání Bilderbergu po roce 2000
[potřebuje aktualizovat]

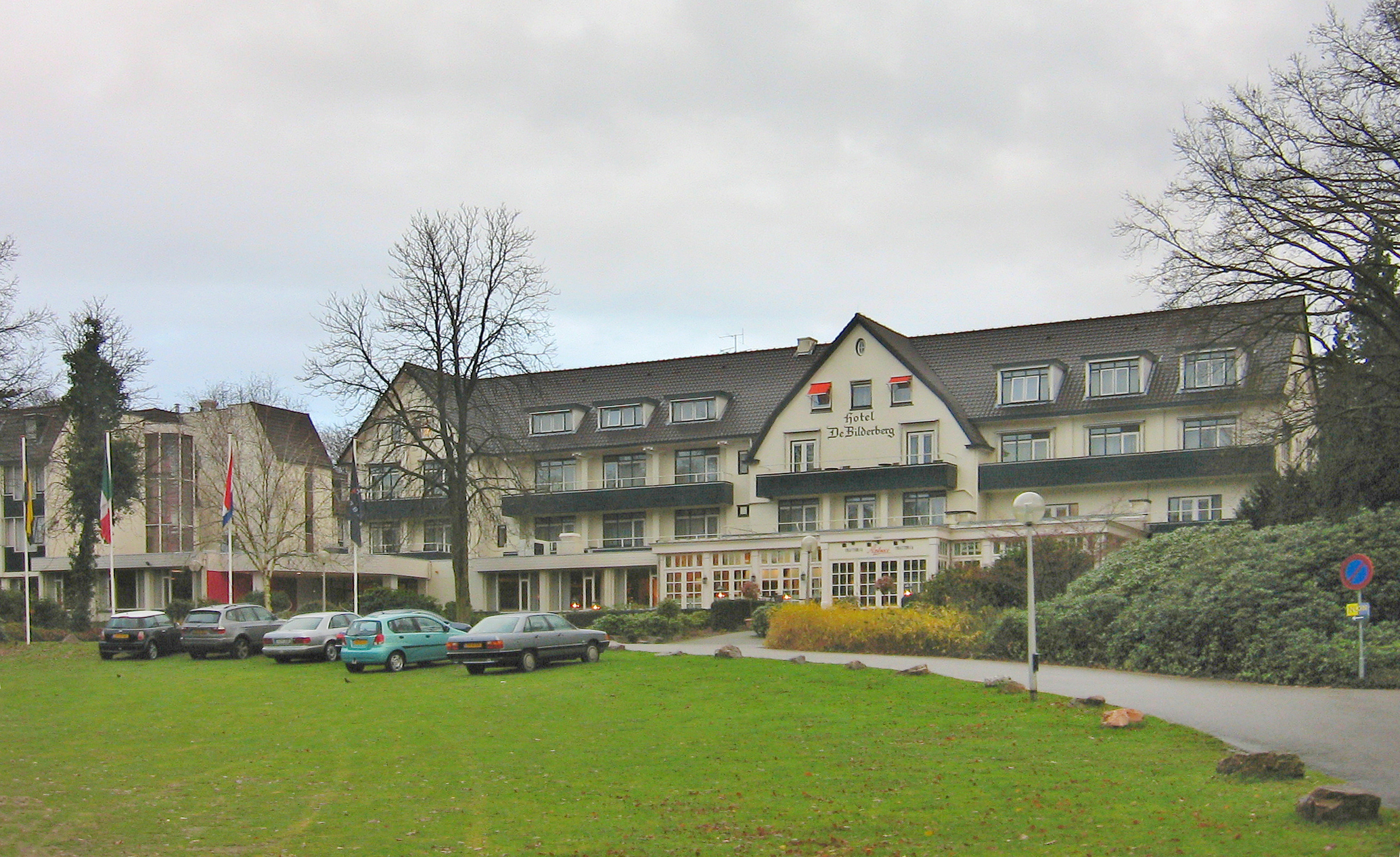
Hotel de Bilderberg, místo prvního setkání v roce 1954

- 2000 (1. – 3. června) Chateau Du Lac Hotel, Brusel, Belgie.
- 2001 (24. – 27. května) Göteborg, Švédsko.
- 2002 (30. května – 2. června) Chantilly, Virginie, USA.
- 2003 (15. – 18. června) Versailles, Francie.
- 2004 (3. – 6. června) Stresa, Itálie.
- 2005 (5. – 8. května) Dorint Sofitel Seehotel, Rottach-Egern, Německo.
- 2006 (8. – 11. června) Brookstreet Hotel, Ottawa, Kanada.
- 2007 (31. května – 3. června) Istanbul, Turecko.
- 2008 (5. – 8. června) Westfields Marriott Hotel, Chantilly, Virginie, USA.
- 2009 (14. – 16. května) Vouliagmeni u Athén, Řecko.
- 2010 (3. – 6. června) Hotel Dolce Sitges, Sitges, Katalánsko.
- 2011 (9. – 12. června) Hotel Suvretta House, St. Moritz, Švýcarsko.
- 2012 (31. května – 3. června), Westfields Marriott Hotel, Chantilly, Virginie, USA.[11]
- 2013 (6. – 9. června) Watford, Velká Británie.
- 2014 (29. května – 1. června) Kodaň, Dánsko.
- 2015 (11. – 14. června) Telfs, Rakousko.
- 2016 (9. – 12. června) Drážďany, Německo.
- 2017 (1. – 4. června) Chantilly, USA.
- 2018 (7. – 10. června) Turín, Itálie.
- 2019 (30. května – 2. června) Montreux, Švýcarsko.

### Setkání Bilderbergu 2010
Setkání Bilderbergu v roce 2010 se odehrálo 3. – 6. června v Sitges, katalánském letovisku na jihozápad od Barcelony, v pětihvězdičkovém hotelu Dolce. Mezi španělské hosty patřila tradičně královna Sofie a také premiér José Luis Rodríguez Zapatero; z dalších účastníků zde byli např. finančníci Pascal Lamy z WTO a Jean-Claude Trichet z Evropské banky či Jaap de Hoop Scheffer z NATO, z Američanů např. Henry Kissinger.
Akci hlídalo několik stovek policistů. Novináři neměli přístup do okruhu 500 m od hotelu a místní obyvatelé pro vstup do své čtvrti potřebovali povolení. V místě proběhly organizované protesty proti netransparentnosti setkání. Kritizován byl také fakt, že nevolení členové Bilderbergu nikoho nereprezentují, přesto je však hlídá policie placená z daní místních občanů; jde odhadem o několik stovek tisíc eur.

### Setkání Bilderbergu 2011
Setkání Bilderbergu v roce 2011 se konalo 9. – 12. června v Svatém Mořici ve Švýcarsku.

### Setkání Bilderbergu 2014
Setkání Bilderbergu se v roce 2014 konalo v Dánsku. Tématem bylo mimo jiné soukromí či ustanovení TTIP.

## Bilderberg a média
Dá se říci, že mediální zájem o Bilderberg rostl exponenciálně s každým dalším setkáním. Prvních 20 let své existence je prakticky nemožné najít o setkáních Bilderberg nějakou zprávu v médiích. Od roku 1975 se skupinou a její činností začal zabývat novinář James P. Tucker Jr., redaktor American Free Press. Ještě v 80. letech hlavní média o setkáních Bilderbergu nejen neinformovala, ale v některých případech dokonce popírala jeho existenci. Od konce 90. let se mezi zpravodaje zajímající se o Bilderberg připojil Alex Jones. Nejspíš jeho přičiněním vznikl o předmětech jednání Bilderbergu za zavřenými dveřmi během posledních cca 5 let vzrůstající zájem veřejnosti, který přitáhl pozornost hlavních médií. Vznikla i iniciativa Occupy Bilderberg, spočívající v pořádání demonstrace lidí s transparenty před místem setkání, která ve zpětné vazbě strhává pozornost médií.

#### Oficiální
- http://www.bilderbergmeetings.org/

#### Skupina Bilderberg v českých médiích
- ČT24: Estulin: Bilderberg není konspirační spolek
- idnes.cz: Tajné jednání mocných poznali už čtyři Češi. Mluvili jsme s jedním z nich
- barrandov.tv: Nejmocnější lidé světa
- Skupina Bilderberg býva mediálne preceňovaná, v skutočnosti nie je vôbec zaujímavá!
- Kniha - Motýlí křik

#### Filmy o skupině Bilderberg
- Alex Jones, Endgame: Blueprint for Global Enslavement (české titulky)
- Jesse Ventura, Bilderberg vede svět k Antikristu (české titulky)